# Zabukovje pri Raki
Zabukovje pri Raki este o localitate din comuna Krško, Slovenia, cu o populație de 53 de locuitori.